# Sant’Anna (Lecce)
A Sant’Anna egy leccei templom. 1680-ban építtette barokk stílusban Teresa Paladini leccei asszony férje, Bernardino Verardini végrendeletének kérésére. A templom építészeti stílusa hasonlít a dóméhoz, valószínű tehát, hogy ez is Giuseppe Zimbalo műve.

## Leírása
A két szintes templomot egy architráv koronázza. A főhomlokzatot bordázott pilaszterek tagolják három részre. A középső rész nagyobb itt található a bejárati portál s ennek megfelelve az első szinten egy ablak. A bejárat két oldalán fülkékben Péter és Pál apostol szobrai állnak. A földszintet fogazott párkányzat koronázza. E felett középen Szent Anna szobra áll. A második szint hasonló kialakítású, a fülkékben Szent András és Keresztelő Szent János szobrai állnak. Az egyhajós templombelsőben négy kápolna van kialakítva. A főoltár Szent Annát ábrázolja, Giovanni Stano festő műve. Az oltár két oldalán Teresa Paladini és Bernardino Verardi síremlékei állnak.